# Roșia (Sibiu)
Roșia é uma comuna romena localizada no distrito de Sibiu, na região histórica da Transilvânia. A comuna possui uma área de  km² e sua população era de 5035 habitantes segundo o censo de 2007.